# Lindsay Ell
Lindsay Elizabeth Ell (Calgary, 20 marzo 1989) è una cantautrice canadese.

## Biografia
Lindsay Ell ha imparato a suonare il pianoforte e la chitarra tra i sei e gli otto anni, iniziando a scrivere canzoni pochi anni dopo. In giovane età è stata scoperta da Randy Bachman, che l'ha messa sotto contratto per la sua casa discografica Ranbach Music, tramite la quale ha pubblicato due album in studio. A ventuno anni si è trasferita a Nashville ed ha firmato per la Stoney Creek Records, pubblicando nel 2013 il singolo Trippin' on Us, che ha raggiunto la 95ª posizione della Billboard Canadian Hot 100. A marzo 2017 è uscito il suo primo EP Worth the Wait, che si è classificato in 139ª posizione nella Billboard 200.
Il suo terzo album, The Project, è stato pubblicato ad agosto ed è arrivato in 40ª posizione della Billboard 200. È stato promosso dal singolo Criminal, arrivato in vetta alla classifica canadese dedicata al genere country. A gennaio 2018 ha cantato l'inno canadese al National Hockey League All-Star Game 2018 e nel maggio seguente ha pubblicato il suo quarto disco, intitolato The Continuum Project. Nel 2019 è entrata per la prima volta nella Billboard Hot 100 statunitense, in 53ª posizione, con What Happens in a Small Town, un duetto con Brantley Gilbert. Nell'agosto 2020 pubblica il suo quinto album in studio Heart Theory, prodotto da Dann Huff.
Nel corso della sua carriera la cantante ha ricevuto undici candidature ai Canadian Country Music Association, vincendone una nel 2019. Ha inoltre ottenuto due candidature ai CMT Music Awards e una agli Academy of Country Music Awards.

## Discografia

### Album in studio
- 2008 – Consider This
- 2009 – Alone
- 2017 – The Project
- 2018 – The Continuum Project
- 2020 – Heart Theory

### Singoli

#### Come artista principale
- 2013 – Trippin' on Us
- 2014 – Pickup Truck
- 2014 – Shut Me Up
- 2015 – By the Way
- 2016 – All Alright
- 2017 – Waiting on You
- 2017 – Criminal
- 2018 – Champagne
- 2019 – What Happens in a Small Town (con Brantley Gilbert)
- 2019 – I Don't Love You
- 2020 – Want Me Back
- 2021 – Good on You

#### Come artista ospite
- 2018 – The Worst Kind (Tim Hicks feat. Lindsay Ell)
- 2018 – Bittersweet (Paul Brandt feat. Lindsay Ell)
- 2021 – What the Stars See (Cassadee Pope feat. Karen Fairchild e Lindsay Ell)